# Fernando Trias de Bes
Fernando Trias de Bes Mingot (Barcelona, 1967) és un escriptor i economista català, especialitzat en màrqueting, creativitat i innovació. Els seus llibres i novel·les han estat traduïts a més de 30 idiomes. És col·laborador habitual del diari El País així com del suplement "Dinero" de La Vanguardia.
És fill del notari Guillermo Trias de Bes Recolons, que era nebot del jurista Josep Maria Trias de Bes i Giró i net de l'industrial Esteve Recolons i Lladó. La seva mare fou Victoria Mingot Salvetti.
Fernando Trias de Bes té una llicenciatura en Ciències Empresarials i un MBA per ESADE i la Universitat de Michigan. És professor associat d'ESADE des de 1994 i soci fundador de Salvetti & Llombart, empresa especialitzada en investigació de mercats, creada el 1996.
Escriu tant assajos d'empresa i economia com llibres i novel·les de ficció. Entre els seus assajos hi ha "Marketing Lateral", publicat conjuntament amb l'especialista en màrqueting Philip Kotler (2003), "La buena suerte" en coautoria amb Álex Rovira (2004) amb uns tres milions de còpies venudes, El vendedor de tiempo (2005), que fou duta al teatre, "El libro negro del emprendedor" (2007), que estudia els principals factors de fracàs dels emprenedors, i El hombre que cambió su casa por un tulipán, obra guanyadora del Premi Temas de Hoy 2009.
En ficció ha publicat Relatos absurdos i les novel·les Palabras bajo el mar, El coleccionista de sonidos, "La historia que me escribe" i "Mil millones de mejillones" (2010), una faula sobre el món actual, amb dibuixos de Toni Batllori.

## Obres
- Marketing Lateral (publicat amb Philip Kotler) (2003)
- La buena suerte en coautoria amb Àlex Rovira i Celma (Empresa Activa, 2004)
- El vendedor de tiempo (Empresa Activa, 2005)
- El libro negro del emprendedor (Empresa Activa, 2007)
- El hombre que cambió su casa por un tulipán (Temas de Hoy, 2009)

### Obres de ficció
- Relatos absurdos (Urano, 2006)
- Palabras bajo el mar (Alfaguara, 2006)
- El coleccionista de sonidos (Alfaguara, 2007)
- La historia que me escribe (Alfaguara, 2008)
- Mil millones de mejillones (Temas de Hoy, 2010)

## Premis
- Premi "Temas de Hoy" 2009, pel llibre El hombre que cambió su casa por un tulipán[4]